# نيكيتسا ميلينكوفيتش
نيكيتسا ميلينكوفيتش هو لاعب كرة قدم كرواتي في مركز الدفاع، ولد في 30 سبتمبر 1959 في كريكفينيسا في كرواتيا. لعب مع ريال بورغوس ونادي رييكا ونادي ساباديل ونادي سيليك زينيكا.